# مینا کانت
مینا کانت (انگلیسی: Minna Canth؛تلفظ در فنلاندی: [min:ɑ kɑnt]؛ ۱۹ مارس ۱۸۴۴ – ۱۲ مهٔ ۱۸۹۷) با نام اصلی اولریکا ویلهلمینا جانسون؛ ۱۹ مارس ۱۸۴۴ – ۱۲ مه ۱۸۹۷) نویسنده و کنشگر مردم فنلاند بود. کانت در حالی که فروشگاه پارچه‌فروشی خانواده‌اش را اداره می‌کرد و به‌عنوان بیوه‌ای که هفت فرزند را بزرگ می‌کرد، نوشتن را آغاز کرد. آثار او به مسائل حقوق زنان، به‌ویژه در زمینه فرهنگی که او آن را مخالف ابراز و تحقق آرمان‌های زنان می‌دانست، می‌پردازد. نمایشنامه‌های همسر کارگر و خانواده کشیش از معروف‌ترین آثار او هستند، اما نمایشنامه آنا لیسا بیش از همه برای فیلم‌ها و اپراها اقتباس شده است. در زمان خود، او به دلیل ناهماهنگی بین ایده‌هایش و عقاید رایج زمانه‌اش، و همچنین به دلیل حمایت شدیدش از دیدگاه‌های خود، چهره‌ای بحث‌برانگیز بود.
مینا کانت نخستین نمایشنامه‌نویس و نویسنده منثور بزرگ فنلاندی‌زبان پس از آلکسیس کیوی، نویسنده ملی فنلاند، و نخستین زن روزنامه‌نگار به زبان فنلاندی بود. او همچنین نخستین زنی بود که روز پرچم‌داری در فنلاند به نام او اختصاص یافت، که از ۱۹ مارس ۲۰۰۷ آغاز شد. این روز همچنین به‌عنوان روز برابری اجتماعی در فنلاند شناخته می‌شود.

## زندگی و حرفه
کانت در تامپره متولد شد. پدرش، گوستاف ویلهلم جانسون (۱۸۱۶–۱۸۷۷)، ابتدا به‌عنوان کارگر و سپس سرکارگر در کارخانه نساجی جیمز فینلیسون کار می‌کرد. مادرش اولریکا (۱۸۱۱–۱۸۹۳) بود. گوستاف و اولریکا چهار فرزند داشتند که یکی از آن‌ها، آدولف، در نوزادی درگذشت. خواهر و برادرهای مینا، گوستاف (۱۸۵۰–۱۸۹۴) و آگوستا (۱۸۵۲–۱۸۷۷) بودند. در سال ۱۸۵۳، پدرش مدیریت فروشگاه نساجی فینلیسون را در کوئوپیو بر عهده گرفت و خانواده به آنجا نقل مکان کرد.
کانت تحصیلاتی استثنایی برای یک زن طبقه کارگر در آن زمان داشت. پیش از نقل مکان به کوئوپیو، در مدرسه کارخانه فینلیسون تحصیل می‌کرد که برای فرزندان کارگران در نظر گرفته شده بود. پس از آن، در مدارس دخترانه مختلف کوئوپیو ادامه تحصیل داد. موفقیت پدرش در کسب‌وکار باعث شد که او حتی در مدرسه‌ای برای فرزندان طبقه بالا پذیرفته شود. در سال ۱۸۶۳، او در دانشگاه یووسکوله، نخستین مؤسسه آموزش عالی فنلاند که زنان را نیز می‌پذیرفت، شروع به تحصیل کرد.
در سال ۱۸۶۵، با معلم علوم طبیعی خود، یوهان فردیناند کانت (۱۸۳۵–۱۸۷۹) ازدواج کرد و تحصیل در دانشسرای عالی را رها کرد. بین سال‌های ۱۸۶۶ تا ۱۸۸۰، هفت فرزند به دنیا آورد: آنی (۱۸۶۶–۱۹۱۱)، الی (۱۸۶۸–۱۹۴۴)، هانا (۱۸۷۰–۱۸۸۹)، مایجو (۱۸۷۲–۱۹۴۳)، یوسی (۱۸۷۴–۱۹۲۹)، پکا (۱۸۷۶–۱۹۵۹) و لیولی (۱۸۸۰–۱۹۶۹). همسرش یوهان در سال ۱۸۷۹، اندکی پیش از تولد فرزند هفتمشان، درگذشت.
او حرفه نویسندگی خود را در روزنامه کسکی-سومی، جایی که همسرش به‌عنوان سردبیر کار می‌کرد، آغاز کرد. کانت دربارهٔ مسائل زنان نوشت و از اعتدال‌گرایی حمایت کرد. در سال ۱۸۷۶، به دلیل اعتراضاتی که مقالات او برانگیخته بود، خانواده کانت مجبور به ترک روزنامه شدند، اما سال بعد در روزنامه رقیب، پای‌یَنِه، مشغول به کار شدند. مینا نخستین آثار داستانی خود را در صفحات پای‌یَنِه منتشر کرد، از جمله مجموعه‌ای از داستان‌های کوتاه که در سال ۱۸۷۸ با عنوان داستان‌ها و روایت‌ها منتشر شد.<

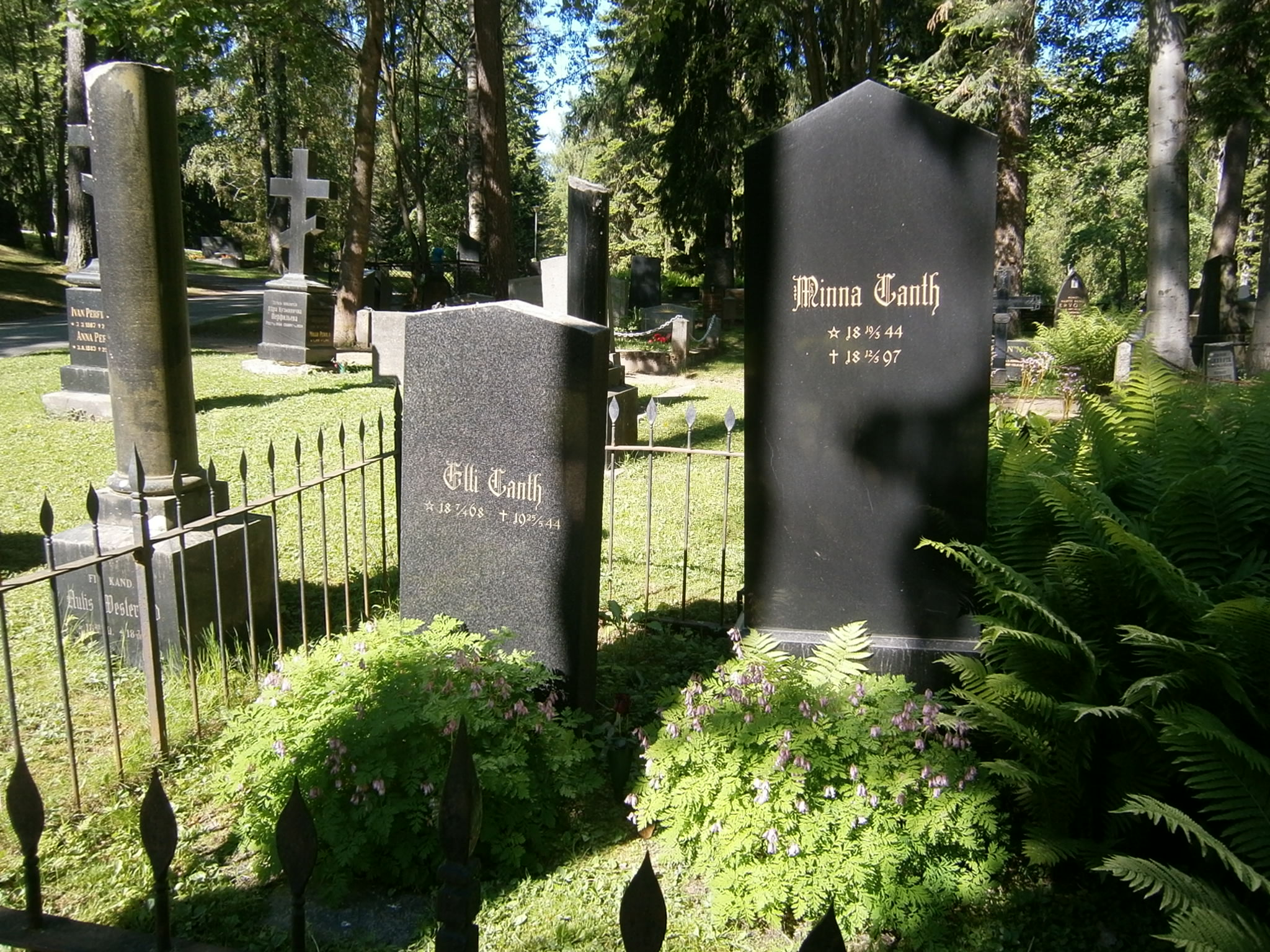
مقبره خانوادگی مینا کانت در گورستان بزرگ کوئوپیو در منطقه پویو، کوئوپیو، ساوونیای شمالی

کانت در ۱۲ مه ۱۸۹۷، در ۵۳ سالگی، در خانه‌اش در کوئوپیو بر اثر سکته قلبی درگذشت. او در مقبره خانوادگی در گورستان کوئوپیو به خاک سپرده شد.

## بحث
مینا کانت در مباحث عمومی پیرامون حقوق زنان برجسته بود. در سال ۱۸۸۵، اسقفی استدلال کرد که نظم الهی ایجاب می‌کند که زنان از رهایی برخوردار نباشند. سپس نویسنده گوستاف گیجرشتام استدلال کرد که مردان تنها می‌توانند آرزو داشته باشند که روزی به پاکی زنان برسند، زیرا اساساً با یکدیگر متفاوت هستند و این تفاوت دلیل فحشا و سایر ناهنجاری‌های اخلاقی است. کانت به شدت به این استدلال اعتراض کرد، زیرا به این معنا بود که مردان می‌توانند اخلاق ضعیف خود را با اشاره به کاستی‌های ذاتی‌شان توجیه کنند، در حالی که هر زنی که در فحشا درگیر باشد، از چنین دفاعی برخوردار نخواهد بود.

## مهم‌ترین آثار

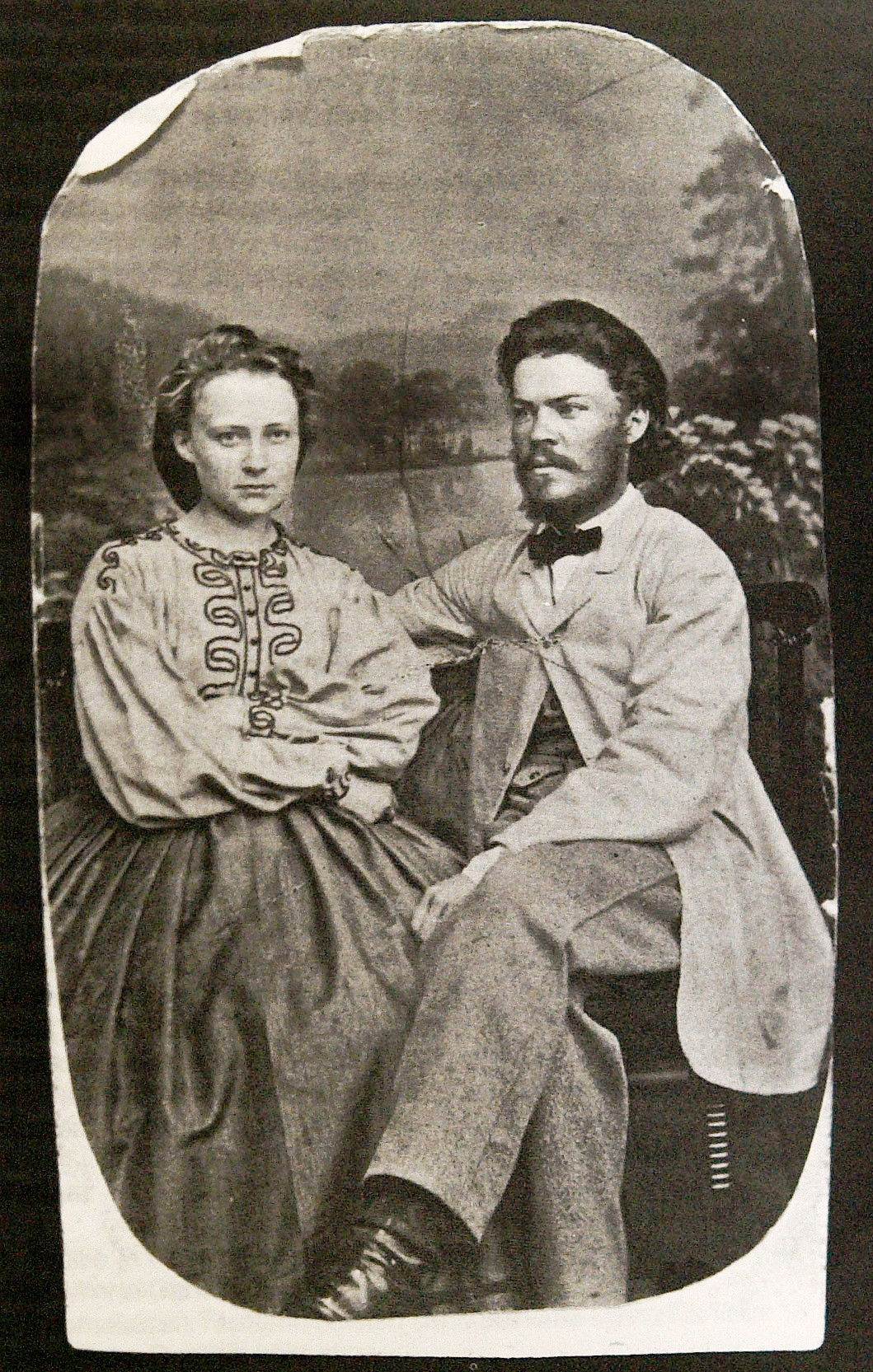
مینا و یوهان فردیناند کانت در یووسکوله، جایی که مینا تا زمان درگذشت همسرش در آنجا زندگی می‌کرد.

مینا کانت در مجموع ده نمایشنامه، هفت داستان کوتاه، و همچنین مقاله‌ها و سخنرانی‌هایی منتشر کرد. به عنوان یکی از نمایندگان برجسته واقع‌گرایی (ادبیات) در زمان خود، او عمدتاً در آثارش به مشکلات اجتماعی پرداخت. مهم‌ترین آثار کانت نمایشنامه‌های Työmiehen vaimo (همسر کارگر) از سال ۱۸۸۵ و آنا لیزا که در سال ۱۸۹۵ نوشته شد، هستند.
در نمایشنامه همسر کارگر، شخصیت اصلی یوهانا با مردی به نام رستو ازدواج کرده که فردی الکلی است و تمام پول همسرش را هدر می‌دهد. یوهانا نمی‌تواند از این کار او جلوگیری کند، زیرا از نظر قانونی، پول او متعلق به شوهرش است. اولین اجرای این نمایشنامه باعث جنجال شد، اما چند ماه بعد، پارلمان قانونی جدید دربارهٔ جدایی اموال تصویب کرد.
آنا لیزا تراژدی دختری پانزده‌ساله است که بدون ازدواج باردار می‌شود – او موفق می‌شود بارداری خود را پنهان کند، اما هنگام تولد نوزاد، در لحظه‌ای از وحشت، او را خفه می‌کند. مادر دوست‌پسرش، میکو، به او کمک می‌کند – او نوزاد را در جنگل دفن می‌کند، اما چند سال بعد، زمانی که آنا-لیسا قصد دارد با نامزدش یوهانس ازدواج کند، میکو و مادرش او را تهدید به افشاگری می‌کنند. آن‌ها تهدید می‌کنند که اگر آنا-لیسا با میکو ازدواج نکند، راز تاریک او را برملا خواهند کرد، اما آنا-لیسا امتناع می‌کند. در نهایت، او تصمیم می‌گیرد که به کار خود اعتراف کند. او به زندان فرستاده می‌شود، اما پس از اعتراف، احساس آرامش می‌کند و به نظر می‌رسد که به صلح درونی دست یافته است.

## در فرهنگ عامه
یک مینی‌سریال دو قسمتی دربارهٔ مینا کانت به نام Minna در سال ۱۹۷۷ منتشر شد که توسط لوری لسکینن نوشته شده و به کارگردانی مائونو هیونن ساخته شد. در این مینی‌سریال، نقش مینا کانت را آنجا پوهجولا ایفا می‌کند.
در سال ۲۰۲۲، یک اپرا با نام مینّان تای‌واس دربارهٔ زندگی و آثار مینا در فنلاند به روی صحنه رفت که توسط ویرا آیرس نوشته شده و آهنگسازی آن را جوکا لینکولا انجام داده است.